# الجهاز الهضمي للطيور

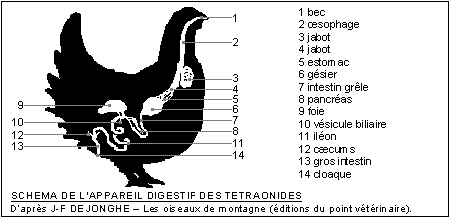
الجهاز الهضمي للطيور

الجهاز الهضمي للطيور تُعرف الطيور بأنها فقاريات ذوات الدم الحار، وتمتلك قلب ذو أربع حجرات، بيضة قاسية، رؤية حادة، حاسة شمّ متوسطة، ونطاق سمع محدود، ويوجد العديد من أنواع الطيور المختلفة بأشكالها وألوانها وأحجامها ولكن السمة المميزة لها عن جميع الحيوانات هي الريش، وبسبب وجود سمات مختلفة للطيور عن بعضها البعض أدى هذا الإختلاف إلى استخدامها في اللغة كما استُخدمت في الفن، ومنذ العصور القديمة لم تكن الطيور موردًا ماديًا فقط بل موردًا ثقافيًا أيضًا فقد تم دراستها كعِلم؛ والذي قد تم من خلاله دراسة ومعرفة مكونات الجهاز الهضمي للطيور، وبالإضافة إلى أهميتها في الأدب والأساطير كانت الطيور مهمة للمجتمع البشري كمصدر للغذاء بجانب أنها كانت تستخدم لحمل الرسائل بين البلدان.

## الجهاز الهضمي للطيور
إن فهم الجهاز الهضمي للطيور ضروري لتطوير برنامج تغذية فعّال واقتصادي، وللتعرف على الوقت الذي يكون فيه هنالك خطأ واتخاذ الإجراءات اللازمة لتصحيحة، وكما يعرف فإن جسم الحيوان يكسر الغذاء من خلال عمليات كيميائية وميكانيكية، ففي كثير من الحيوانات تضم العملية الميكانيكية المضغ ولأن الطيور ليس لديها أسنان فإن أجسامها تستخدم عملية ميكانيكية أخرى، أما الإجراء الكيميائي فيتضمن إفراز للأنزيمات الهاضمة والسوائل من أجزاء مختلفة من الجهاز الهضمي للطيور حيث أنه من بعد هضم الغذاء يتم إفراز المواد الغذائية ومن ثم إمتصاصها وتوزيعها في جميع أجزاء الجسم.

## مكونات الجهاز الهضمي للطيور

يُعد أو لأي حيوان مهمًا في تحويل الغذاء الذي يتناوله إلى العناصر الغذائية التي يحتاجها جسمه للنمو والبقاء والإنتاج، وفي ما يلي ذكر لمكونات الجهاز الهضمي للدجاج إذ يعتبر الجهاز الهضمي النموذجي للطيور، حيث تبدأ القناة الهضمية من الفم وتنتهي بالمذرق:
- المنقار: الفم المنقار حيث يحصل الدجاج على الغذاء من خلاله ثم يدخل إلى الفم، ولأن الدجاج ليس له أسنان لذلك لا يستطيع مضغ طعامه، إلا أن الفم يحتوي على غدد تفرز اللعاب وتبلل العلف لتسهيل عملية البلع، بالإضافة إلى ذلك يحتوي اللعاب على إنزيمات هاضمة مثل الأميليز الذي يبدأ عملة الهضم.
- المريء : هو أنبوب مرن يربط الفم ببقية الجهاز الهضمي، ويحمل الطعام من الفم إلى الحوصلة ومن ثم إلى المعدة.
- الحوصلة: (Crop) هي المكان حيث يتم تخزين الغذاء والمياه المبتلعة حتى يتم نقلهم إلى بقية الجهاز الهضمي، وعندما تكون الحوصلة فارغة أو شبه فارغة فإنها ترسل إشارات الجوع إلى الدماغ حتى يأكل الطير.
- المعدة: هي المكان الذي تبدأ فيه عملية هضم الطعام، حيث يضاف حمض الهيدروكلوريك والإنزيمات الهاضمة مثل البيبسين إلى الغذاء وتبدأ في تقطيعه أكثر من الإنزيمات التي تفرزها الغدد اللعابية.
- البطين:(Ventriculus) هو الجزء الذي يكون فيه الغذاء مطحونًا، وغالبًا ما يشار إليه بأنه المعدة الميكانيكية ويتكون من مجموعتين من العضلات القوية التي تعمل بمثابة أسنان للطير.
- الأمعاء الدقيقة: تتكون الأمعاء الدقيقة من الإثني عشر حيث يحدث ما تبقى من الهضم، والأمعاء الدقيقة السفلية حيث يتم فيها امتصاص العناصر الغذائية.
- الأعور: (Cecum) وهو الجزء الأول من الأمعاء الغليظة، وهو الذي يربط الأمعاء الدقيقة بالقولون، ويتم فيه إعادة امتصاص للماء المتبقي، بالإضافة إلى تخمير أي مواد خشنة متبقية حيث ينتج عدة أحماض دهنية وبعض الفيتامينات. الأمعاء الغليظة هي المكان الذي يحدث فيه إعادة إمتصاص للماء.
- المذرق: (Cloaca) وهو المكان الذي تمتزج فيه النفايات الهضمية مع نفايات الجهاز البولي، وتقوم الدواجن بتفريغ المواد البرازية كنفايات هضمية مع بلورات حمض اليوريك على السطح الخارجي أي أن الطير لا يتبول.